# Jacob Christian Prætorius
Jacob Christian Prætorius (12. december 1784 i København – 23. marts 1859 sammesteds) var en dansk grosserer, bror til Henrik Frederik Prætorius.
Han var søn af Jeppe Prætorius, gik i Christiani Institut og fortsatte sammen med sin bror faderens blomstrende handelsfirma.
Han gift 22. december 1806 i Christiansborg Slotskirke med Marie Elisabeth Krüger.